# حديقة وادي كوياهوجا الوطنية
حديقة وادي كوياهوجا الوطنية (بالإنجليزية: Cuyahoga Valley National Park) هي حديقة وطنية أمريكية تحافظ على المناظر الطبيعية الريفية على طول نهر كوياهوجا، وتقع بين مدينتي آكرون وكليفلاند في شمال شرق أوهايو.
تُدار الحديقة التي تبلغ مساحتها 32,572 فدانًا (50.9 ميل²؛ 131.8 كم²)  بواسطة إدارة المتنزهات الوطنية، ولكن داخل حدودها توجد مناطق تُدار بشكل مستقل كمنتزهات مقاطعات أو كشركات عامة أو خاصة. تم تعيين الحديقة في الأصل كمنطقة ترفيهية وطنية في عام 1974، ثم أعيد تسميتها كحديقة وطنية بعد 26 سنة في عام 2000، وتعتبر الحديقة الوطنية الوحيدة التي نشأت كمنطقة ترفيهية وطنية في الأصل.
تعتبر حديقة وادي كوياهوجا الوحيدة الموجودة في ولاية أوهايو، وتعتبر جزءا من حوض البحيرات العظمى بجانب كل من حديقة الجزيرة الملكية الوطنية في بحيرة سوبيريور وحديقة كثبان إنديانا الوطنية المتاخمة لبحيرة ميشيغان. وتختلف حديقة نهر كوياهوجا عن المتنزهات الوطنية الأخرى في أمريكا من حيث أنه مجاور لمنطقتين حضريتين كبيرتين ويتضمن شبكة طرق كثيفة، وبلدات صغيرة، وأربع مناطق محمية تتبع لنظام كليفلاند متروباركس، وأحد عشر متنزهًا من حدائق مترو ساميث، مناطق جذب عامة وخاصة.

## أنظر أيضا
- حديقة هوت سبرينغس الوطنية
- حديقة دراي تورتوغاس الوطنية
- حديقة الجزيرة الملكية الوطنية
- حديقة ومحمية جريت ساند ديونز الوطنية
- حديقة فوياجرز الوطنية